# معركة الجوي
معركة الجوي، وقعت بين أهل عنيزة بقيادة أميرهم عبد الله السليم وجبل شمر بقيادة عبيد بن علي الرشيد في رمضان 1261 هـ/سبتمبر 1845م، وكان سببها هو أخذ أهل عنيزة إبلاً أو قافلة لأتباع ابن رشيد. وكان مكان المعركة بالجوي شمال عنيزة، وانتهت المعركة بهزيمة أهل عنيزة.

## المعركة
في 5 رمضان 1261هـ/سبتمبر 1845م كانت واقعة بين ابن رشيد وأهالي عنيزة. وسببها أن عبد الله بن السليم أمير عنيزة أخذ إبلًا لعبدالله بن رشيد، فطلب من أن يعيدها إليه ولكنه أبى. فاشتكى الأمير إلى الإمام فيصل، فرد فيصل: بأننا نكفيك إياهم ويردون ماأخذوا ولو عقالا، ثم أرسل فيصل إثنين من رجاله -أحدهما اسمه فرحان والآخر ابن سبيت- إلى عنيزة لإرجاع ما أخذوه، ولكنهم ماطلوا معهما لفترة 3 أشهر. فلما أبطئا أرسل ابن رشيد سرًا إلى أحدهما يستفسر منه، فقال له:الحقيقة أنهم عاصون ولا يريدون أن يرجعوا مانهبوه، وأنا سأخرج من هنا بعد خمسة أيام، فإن خرجت فأنت وأياهم أحرار. وهنا قرر عبد الله التصرف بنفسه لحل الموضوع، فأرسل أخاه عبيدًا ومعه إبنه طلال في 250 مطية و50 من الخيل، فأغار قسم على غنم أهل عنيزة، بينما كمن القسم الآخر من الفرسان. فخف إليه أهلها فحصل بينهما قتال. وعندئذ خرج كمين ابن رشيد فانهزم أهل عنيزة وقتل منهم رجال. وقد اختلف في عدد قتلى عنيزة، فذكر ابن بشر «أنه قتل منهم رجالا» أي ليس بالكثير، ووافقه البسام وابن عيسى والذكير. أما الفاخري المعاصر لتلك الواقعة فقال: «أن القتلى كانوا حوالي ثلاثين رجلا». وقد تعرف عبيد على أمير البلدة وإخوانه وبني عمه فقتلهم صبرًا، وبعث بعض الأسرى إلى أخيه عبد الله في الجبل. فركب إلى هناك عبد العزيز بن الشيخ عبد الله أبابطين لإطلاق سراحهم، فأطلق الأمير عبد الله سراحهم وكساهم إكرامًا له. وفي طريق عودة عبيد وطلال آل رشيد مروا بالصقور من قبيلة عنزة، وكان بينهم وبين أهل القصيم معاهدة: إذا ظهرتم على ابن رشيد فإننا نساعدكم. فعند ذلك أغار عليهم عبيد وطلال وأخذوا منهم إبل وغنم وانقلبوا إلى أهلهم سالمين.

## ما بعد المعركة
أما رسل الإمام فيصل فإنهم خرجوا من المدينة صباحًا فيما الواقعة جرت بعد الظهر، فعادوا إلى عنيزة ليروا ما حدث كي يعطوا الصورة كاملة لفيصل، الذي غضب وقال: هذا أمر لا يجوز، يقتل المسلمون لأجل بعير وأشباهه. وللدفاع عن نفسه أرسل ابن رشيد أخاه عبيد إلى الإمام فيصل ليشرح له الأمر خوفًا من إثارة غضبه، وقد أنحى ابن رشيد اللائمة على خصومه، وأشار بأنهم هم المعتدون خاصة بأنهم لم يستجيبوا لندائه لحل تلك المشكلة. فاقتنع الإمام فيصل بما ذكره ابن رشيد. وفي الواقع أن تلك المشكلة قد انهت المشاكل بين جبل شمر والقصيم لفترة طويلة. ومن المرجح أن الكهفة أضحت الحد الفاصل بين حدود الأمير عبد الله وزعماء القصيم.